# Потин
Потин, Берест — річка в Дністровському районі Чернівецької області, права притока Дністра (басейн Чорного моря).

## Опис
Довжина річки 14 км,  похил річки — 10 м/км. Формується з багатьох безіменних струмків та декількох водойм. Площа басейну 55 км².

## Розташування
Бере початок на північному сході від села Недобоївці. Тече переважно на північний схід і на західній околиці села Пригородок впадає у річку Дністер. 
Населені пункти вздовж берегової смуги: Рукшин, Орестівка.